# Gribelle
Gribelle is een gehucht in de Belgische gemeente Gedinne. Voor de fusie van Belgische gemeenten in 1977 behoorde deze plaats tot de gemeente Patignies. Gribelle ligt in de provincie Namen.